# Тортиколлис
Тортиколлис (истор. «кривошея») — заболевание, вызванное изменением мягких тканей, скелета и нервов шеи, выраженное наклонным положением головы с поворотом её в противоположную сторону.

## Виды
- Врождённая
- Приобретённая (например, болезнь Гризеля)
- Спастическая
- Рефлекторная
- Артрогенная
- Гипопластическая
- Дерматогенная
- Компенсаторная
- Костная
- Неврогенная

## Причины возникновения
Нарушения внутриутробного развития, родовая травма, ранения, ожоги или заболевания нервной системы.

### Причины возникновения врождённого заболевания
Причиной врождённого заболевания чаще является гипертрофия грудино-ключично-сосцевидной мышцы с рубцеванием и укорочением её, реже дефект развития шейной части позвоночника (например, добавочный клиновидный позвонок), возникающие из-за неправильного положения головы плода во время беременности или родовой травмы.

### Причины возникновения приобретённого заболевания
Приобретённое заболевание часто возникает как осложнение ожогов, заболеваний шейного отдела позвоночника, а также причинами могут стать:
- вывих или подвывих шейных позвонков (артрогенная болезнь),
- недоразвитость трапециевидной или грудино-ключично-сосцевидной мышцы (гипопластическая болезнь),
- рубцовые изменения кожи шеи (дерматогенная болезнь),
- снижение слуха или зрения (компенсаторная болезнь),
- обусловленная поражением позвонков (костная болезнь),
- при поражении нервно-мышечных образований шеи (неврогенная болезнь),
- при сокращении мышц шеи (рефлекторная или спастическая болезнь).

Встречается приобретённое заболевание в связи с патологическим процессом позвоночника, мышц, в результате длительного порочного положения головы вследствие особенностей профессиональной работы.

## Осложнения
При длительном существовании заболевания у больного развивается асимметрия лица (гемигипоплазия лица) и черепа (сколиоз черепа, плагиоцефалия), деформация позвоночника.
У детей с заболеванием часто встречается ранняя неврологическая патология ПЭП, гидроцефалия (повышение внутричерепного давления).

## Диагностика
Диагностика основывается на характерном положении головы.
Для выяснения причины заболевания важное значение имеет рентгенография шейного отдела позвоночника.

## Лечение
Лечение проводит врач-ортопед, хирург, мануальный терапевт.
Лечение определяется причинностью: при укорочении грудино-ключично-сосцевидной мышцы производят пластическую операцию перерезки или пластического удлинения мышцы для восстановления правильного положения головы.
В течение первого года жизни проводят массаж и лечебную физкультуру, но вопреки расхожему мнению, которое бытует на просторах бывшего СССР, массаж не лечит заболевание и для грудных детей является, в лучшем случае, бесполезной процедурой. Хирургическое лечение проводится после года. Операция заключается в пересечении ключичной части мышцы и лежащей сзади неё претрахеальной фасции. Мануальная терапия показана на всех этапах лечения заболевания. Наиболее эффективно её применять при мышечном заболевании в детском возрасте. Растяжения больной мышцы в виде редрессаций категорически недопустимы, так как стимулируют рубцовый процесс.